# Anke Köninger
Anke Köninger (ur. 22 marca 1961) – niemiecka lekkoatletka specjalizująca się w biegach sprinterskich. W czasie swojej kariery reprezentowała Republikę Federalną Niemiec.

## Sukcesy sportowe
Największy sukces w karierze odniosła w 1979 r. podczas rozegranych w Bydgoszczy mistrzostw Europy juniorek, zdobywając brązowy medal w biegu sztafetowym 4 x 100 metrów. Startowała również w pięcioboju, zajmując IV miejsce. 
W 1984 r. zdobyła tytuł mistrzyni RFN w siedmioboju. Była również dwukrotną mistrzynią kraju w biegu sztafetowym 4 x 100 metrów (1986, 1988), jak również halową mistrzynią kraju w sprinterskim biegu sztafetowym (1987). W 1986 r. zdobyła tytuł wicemistrzyni RFN w biegu na 200 metrów oraz reprezentowała narodowe barwy na rozegranych w Stuttgarcie mistrzostwach Europy.

## Rekordy życiowe
- bieg na 200 metrów – 23,58 – Stuttgart 28/08/1986